# Revolution Dub
Revolution Dub — студийный альбом ямайского музыканта Ли «Скрэтч» Перри и его студийной группы «Возмутители» (The Upsetters), вышедший в 1975 году.

## Об альбоме
Revolution Dub один из первых образцов музыки «даб». Впервые, в небольшом количестве, был выпущен на Ямайке в ноябре 1975 года лейблом «Кактус» (Cactus), второе название которого «Креол» (Creole). Тогда, даб ещё не успел окончательно сформироваться в музыкальный стиль и поэтому, на записях можно услышать множество экспериментов, в результате которых звук переходит из колонки в колонку, или вовсе исчезает; иногда, в запись врываются юмористические отрывки из британской телевизионной передачи; в некоторых песнях использована драм-машина, ранее почти не использовавшаяся в регги.
Третья песня альбома называется Коджак (Kojak), которую также можно перевести как «Полицейский». Она названа именем персонажа телевизионного сериала, повествующего о работе нью-йоркской полиции. В роли лейтенанта Тео Коджака (Theo Kojak) снимался киноактер Т. Савалас (Telly Savalas) (1926—1994), воплощающего бесстрашного нью-йоркского полицейского предпенсионного возраста. Прежде всего, он запоминался зрителям бесчисленными подвигами и своим внешним видом — это был абсолютно лысый человек, беспрестанно сосущий леденцы. Сериал шёл с 1973 по 1978 год, и затем с 1989 по 1990, в 70-е, он занимал лидирующие места в рейтинге популярности, после чего фамилия «Коджак» стала нарицательной.
В композиции Бодрый Доктор (Doctor On The Go) можно услышать отрывки из одноименного британского сиквела телевизионной комедии положений «Доктор В Доме» (Doctor In The House), повествующей об учебе в университете лондонских студентов медиков. Он шёл с 1969 по 1991 год, а в запись Перри попал «Бодрый Доктор» — 13 эпизод сериала, транслируемый с 27 апреля по 20 июля 1975 года, что уточняет даты записи альбома.

## Список композиций
— Первая сторона пластинки (Side one)
- 01 — Dub Revolutions (Даб Революции) — 4:23
- 02 — Woman’s Dub (Даб Женщины) — 3:28
- 03 — Kojak (Коджак) — 3:46
- 04 — Doctor On The Go (Бодрый Доктор) — 3:56
- 05 — Bush Weed (Куст Марихуаны) — 3:42

— Вторая сторона пластинки (Side two)
- 01 — Dreadlock Talking (Дрэдлок Говорит) — 3:24
- 02 — Own Man (Сам По Себе) — 1:42
- 03 — Dub The Rhythm (Даб-ритм) — 3:00
- 04 — Rain Drops (Капли Дождя) — 2:58

Общая продолжительность: 30 минут 19 секунд.

## Переиздания
Официально альбом переиздавался около 5 раз:
- Дата издания неизвестна — «Вневременность» (Anachron). Пластинка.
- 1992 — «Крокодиск» (Crocodisc). Диск.
- 1998 — «Апельсиновая Улица» (Orange Street). Все записи «Апельсиновой Улицы» относят к богусам — записям, иногда измененным, и не имеющим ничего общего с автором. Диск.
- 2004 — «Клеймо» (EarMark). Пластинка.
- 2004 — «Троян» (Trojan). Альбом является компиляцией трех работ Ли Перри: «Рыцарь Плаща и Кинжала» (Cloak And Dagger), «Даб Грифильных Джунглей» (Blackboard Jungle Dub), вышедших в 1973 году и «Даб Революция» 1975 года. Двойной Диск.

Неофициальных переизданий альбома или же отдельных песен с него было намного больше. Например, отдельные треки с альбома вошли в «Безумно Чуждый Даб» (Mad Alien Dub) 2010 года.
Также, говоря о переизданиях, упоминаются такие лейблы как Lagoon (год неизвестен, Пластинка), N.M.C. (2002, диск), Rhino UK (год не известен, диск), Creole Down Home Records (2004, диск).

## Ритм-секции
В ходе записи альбома были использованы следующие ритм-секции следующих композиций:
- 01 — Lee Perry & The Upsetters — Dub Revolution (Ли Перри и Возмутители — Даб Революция)
- 02 — Max Romeo — Tan And See (Макс Ромео — Загар и Епископ)
- 03 — Jimmy Riley — Woman Gotta Have Love (Джимми Рилей — У Женщины Должна Быть Любовь)
- 04 — Bunny Clark — Move Out Of My Way (Банни Кларк — С Дороги)
- 05 — Junior Byles — Long Way (Джуниор Байлз — Долгий Путь)
- 06 — Junior Byles — Bushweed Corn trash (Джуниор Байлз — Куст Марихуаны и Его Плохое Зерно)
- 07 — Max Romeo — Smokeyroom (Макс Ромео — Комната Для Курения)
- 08 — Clancy Eccles — Feel The Rhythm (Кленси Экелс — Чувствую Ритм)
- 09 — Bunny Scott — I Never Had It So Good (Банни Скотт — Мне Ещё Ни Разу Не Было Так Хорошо)